# Ennemond Alexandre Petitot
Ennemond Alexandre Petitot est un architecte français du XVIIIe siècle, né à Lyon en 1727 et mort à Parme en 1801.

## Biographie
Dès 1741, il rejoint l'atelier de Jacques-Germain Soufflot, avant d'étudier à partir de 1742 à l'Académie d'architecture de Paris. Après avoir remporté le prix de Rome en 1745, il se rend à l'Académie de France en 1746.
Il y est remarqué par le Premier ministre du duc de Parme Guillaume Du Tillot, qui mène une politique réformiste et éclairée. Après un séjour en France, Petitot rejoint ainsi Parme en juin 1753 avec le titre de premier architecte de la cour et d'instructeur à l'Académie des beaux-arts nouvellement créée. 
Il est chargé de la rénovation de nombreux monuments du duché, notamment du Palazzo Ducale à Colorno, et du palais de Parme pour lequel il propose un projet architectural de grande ampleur, qui ne verra pas le jour. De 1759 à 1760, son activité est particulièrement intense : le Théâtre de la Cour, la façade de l’église San Pietro Apostolo, la Biblioteca Palatina. 
Petitot s’occupe également d’aménagements urbains, conjointement avec le sculpteur Jean Baptiste Boudard. 
En 1769, il organise les festivités et les décors pour le mariage du duc Ferdinand Ier avec Marie-Amélie de Habsbourg-Lorraine, aidé de nombreux artistes à la cour, comme Simon Jean François Ravenet et Giovanni Volpato.
La chute politique de Guillaume Du Tillot et les soubresauts entraînés par la Révolution française en Italie du Nord, éloignent Petitot de la cour et mettent un terme à ses projets. Il continue cependant d'enseigner au sein de l’Académie des beaux-arts.
Il meurt en 1801, dans sa villa du quartier de Marore, aux portes de Parme.